# Уилкокс
Уилкокс (на английски: Willcox) е град в окръг Коучис, щата Аризона, САЩ. Уилкокс е с население от 3787 жители (2007) и обща площ от 15,8 km². Намира се на 1270 m надморска височина. ЗИП кодът му е 85643-85644, а телефонният му код е 520.